# ASFA Dakar
Association Sportive des Forces Armées de Dakar w skrócie ASFA Dakar – senegalski klub piłkarski grający niegdyś w senegalskiej pierwszej lidze, mający siedzibę w mieście Dakar.

## Sukcesy
- I liga[1]:
  - mistrzostwo (3): 1971, 1972, 1974.

- Puchar Senegalu[2]:
  - finał (2): 1974, 1989.

## Występy w afrykańskich pucharach
| Sezon | Rozgrywki       | Runda | Kraj                     | Klub                  | Dom | Wyjazd | Dwumecz      |
| ----- | --------------- | ----- | ------------------------ | --------------------- | --- | ------ | ------------ |
| 1972  | Puchar Mistrzów | 1     | Benin                    | AS Cotonou            | 3–0 | 3–2    | 6–2          |
| 1972  | Puchar Mistrzów | 2     | Mali                     | Djoliba Athletic Club | 2–0 | 0–2    | 2–2          |
| 1973  | Puchar Mistrzów | 1     | Togo                     | CO Modèle de Lomé     | 2–2 | 2–4    | 2–6          |
| 1975  | Puchar Mistrzów | 1     | Wybrzeże Kości Słoniowej | ASEC Mimosas          | 1–1 | 1–1    | 2–2 (k. 5–6) |

## Stadion
Domowe mecze klub rozgrywa na stadionie o nazwie Stade de DUC Dakar w Dakarze, który może pomieścić 10000 widzów.